# Craig Benson
Craig R. Benson (n. 8 de octubre de 1954, Nueva York, Estados Unidos) es un político republicano y empresario estadounidense que fungió como el 79° gobernador de Nuevo Hampshire de 2003 a 2005. Benson llamó la atención pública cuando fundó Cabletron Systems, ahora conocido como Enterasys Networks, que se convirtió en uno de los mayores empleadores en Nuevo Hampshire.